# Reggenza di Yalimo
La reggenza di Yalimo (in indonesiano: Kabupaten Yalimo) è una reggenza dell'Indonesia, situata nella provincia di Papua Pegunungan.